# Karl Friedrich Nebenius
Karl Friedrich Nebenius, född 29 september 1784 i Rhodt nära Landau in der Pfalz, död (blind) 8 juni 1857 i Karlsruhe, var en tysk statsman och nationalekonom.
Nebenius var 1838-39 och 1845 inrikesminister i storhertigdömet Baden samt 1846-49 president för badensiska statsrådet. Han var under nära fyrtio års tid ledare för reformsträvandena i Baden, vars konstitution 1818 var hans verk. Han grundlade likaledes Badens järnvägsväsen, omordnade dess skattesystem och reorganiserade dess allmänna undervisningsverk. Hans namn fick sin särskilda betydelse genom hans energiska och framgångsrika ansträngningar för upprättande av Tyska tullföreningen, i vilket avseende han på ett betydelsefullt sätt kompletterade Friedrich List. Som teoretisk nationalekonom tillhörde Nebenius den klassiska skolan, ehuru med betydande modifikationer. Hans förnämsta teoretiska arbete var Der öffentliche Kredit (1820; andra upplagan 1829), vilket Wilhelm Roscher betecknade som "kanske den bästa monografin inom Tysklands nationalekonomiska litteratur".